# Edson Barboza
Edson Mendes Barboza Júnior (Nova Friburgo, 21 gennaio 1986) è un lottatore di arti marziali miste brasiliano.
Combatte nella divisione dei pesi piuma per l'organizzazione statunitense UFC. In passato è stato campione di categoria nelle promozioni Renaissance MMA e Ring of Combat.

## Caratteristiche tecniche
Grazie al suo forte background nel muay thai Barboza è uno dei migliori striker della divisione, ed in particolare sono estremamente temute le sue tecniche di calcio, che sono tra le più varie, veloci ed efficaci nel panorama delle MMA. Vanta anche un buon jiu jitsu brasiliano ma soprattutto un'ottima difesa dai takedown. Di contro il suo tallone d'achille sembra essere la boxe difensiva, in quanto nelle sue sconfitte spesso non è riuscito a difendersi adeguatamente dalle combinazioni di pugni degli avversari.

## Carriera nelle arti marziali miste

### Inizi
Prima di iniziare a praticare MMA Barboza era un thaiboxer professionista con un record di 25 vittorie e 3 sconfitte, e vanta diversi successi a livello statale e nazionale in Brasile. Solo nel 2009 prese la decisione di praticare MMA trasferendosi in Florida ed entrando a far parte del team The Armory di Jupiter.
Debutta in aprile con una vittoria per KO tecnico nella promozione Real FC, e prima della fine dell'anno vince e difende il titolo dei pesi leggeri dell'organizzazione Renaissance MMA sconfiggendo in entrambi i casi Lee King. Nel 2010 difende nuovamente il titolo Renaissance MMA e vince anche quello della promozione del New Jersey Ring of Combat mettendo KO il connazionale Marcelo Guidici per mezzo di ripetuti calci alle gambe.

### Ultimate Fighting Championship
Sul finire del 2010 viene messo sotto contratto dalla prestigiosa promozione UFC, al tempo la più importante al mondo nel panorama delle MMA, e viene fatto esordire in novembre nell'evento UFC 123: Rampage vs. Machida contro un Mike Lullo che andava a sostituire l'indisponibile Darren Elkins: Barboza s'impose per la seconda volta consecutiva per KO tecnico per mezzo di low kick alle gambe dell'avversario. Data la sua spettacolare tecnica di striking l'UFC vide bene di abbinare Barboza contro altri kickboxer di buon livello: nel 2011 infatti affrontò prima Anthony Njokuani e poi Ross Pearson, vincendo entrambi gli incontri ai punti ed ottenendo in tutti e due i casi il riconoscimento Fight of the Night.
Nel 2012 in un incontro in Brasile contro il britannico Terry Etim Barboza sfoderò uno dei migliori highlight nella storia recente dell'UFC, ovvero il calcio girato rotante alla testa dell'avversario il quale finì immediatamente KO: Barboza ricevette i riconoscimenti Fight of the Night, Knockout of the Night e soprattutto il premio Knockout of the Year come miglior KO del 2012. Lo stesso anno avrebbe dovuto affrontare Evan Dunham, ma quest'ultimo s'infortunò e venne sostituito dall'ex campione WEC Jamie Varner: Barboza venne sconfitto per la prima volta in carriera con un KO al primo round, e dimostrò una certa fragilità nella difesa dai pugni una volta messo sotto pressione.
Il 2013 fu un anno estremamente positivo e Barboza tornò ad avvicinarsi alla top 10 della categoria grazie a tre vittorie consecutive contro Lucas Martins, Rafaello Oliveira e Danny Castillo: in particolare la vittoria per KO tecnico per mezzo di calci alle gambe contro Oliveira passò alla storia in quanto Barboza fu il primo atleta ad ottenere almeno due vittorie in UFC grazie a tale finalizzazione; inoltre contro Castillo Barboza si trovò in grave difficoltà nel primo round venendo steso da un pugno dell'avversario, ma si rifece dominando i successivi due round.
Nel 2014 arrivò finalmente la sfida contro un top fighter assoluto in Donald Cerrone, anch'egli un thaiboxer: Barboza cadde per la seconda volta e ancora una volta fu fatale una pessima difesa dai pugni dell'avversario che stese il brasiliano e lo sottomise rapidamente. Barboza si rifece rapidamente con una spettacolare vittoria per KO contro Evan Dunham grazie ad uno dei suoi poderosi calci, e in novembre arrivò una dominante vittoria contro il contendente numero 7 della divisione Bobby Green, vittoria che portò Barboza ad essere un top 10 di categoria.
Nel febbraio del 2015 venne sconfitto a sorpresa dal numero 12 dei ranking Michael Johnson. Mentre a luglio sostituisce l'infortunato Anthony Pettis per affrontare Myles Jury; tuttavia, Jury subì un infortunio e al suo posto venne inserito Paul Felder. Barbosa vinse per decisione unanime, in un incontro caratterizzato da moltissimi calci e pugni a girare da parte di entrambi gli atleti che ottennero il riconoscimento Fight of the Night. A dicembre venne scelto come sostituto dell'infortunato Chabib Nurmagomedov, per affrontare Tony Ferguson. Il match fu molto combattuto ed entrambi i lottatori assunsero un atteggiamento molto aggressivo sia in piedi e sia al tappeto. Nel primo round Barboza si ritrovò al tappeto dopo che il suo avversario improvvisò un tentativo di sottomissione; in questa posizione i due cominciarono a scambiarsi alcuni colpi e durante questo frangente Ferguson colpì il volto di Barboza con un calcio mentre si trovavano ancora al tappeto, ciò portò l'arbitro a penalizzarlo con la detrazione di 1 punto. Nella seconda ripresa Barboza mise a segno svariati calci sia al corpo e sia alla testa, ma venne colpito con una devastate gomitata che gli procurò un taglio sulla fronte. Barboza dopo un tentativo di portare al suolo l'avversario, venne chiuse nella d'arce choke e costretto a chiedere la resa. Entrambi ottennero il premio Fight of the Night.
Il 23 aprile 2016 dovette affrontare l'ex campione dei pesi leggeri UFC Anthony Pettis. Durante l'incontro, Barboza dimostrò un ottimo controllo delle distanze, andando anche a segno con violenti calci bassi che procurarono un grosso ematoma all'interno coscia di Pettis. Dopo 15 minuti di match, Barboza ottenne la vittoria per decisione unanime. A luglio affrontò Gilbert Melendez. Barboza riuscì a mettere in serie difficoltà il suo avversario, colpendolo ripetutamente alla gamba sinistro con potenti calci bassi; alla fine riuscì a trionfare per decisione unanime. Il 30 dicembre perde per decisione unanime contro Khabib Nurmagomedov.

## Risultati nelle arti marziali miste
| Risultato | Record | Avversario          | Metodo                               | Evento                                                    | Data             | Round | Tempo | Città                      | Note                                    |
| --------- | ------ | ------------------- | ------------------------------------ | --------------------------------------------------------- | ---------------- | ----- | ----- | -------------------------- | --------------------------------------- |
| Vittoria  | 23-11  | Billy Quarantillo   | KO (ginocchiata)                     | UFC on ESPN: Holloway vs. Allen                           | 15 aprile 2023   | 1     | 2:37  | Kansas, Stati Uniti        | Performance of the Night                |
| Sconfitta | 22-11  | Bryce Mitchell      | Decisione (unanime)                  | UFC 272                                                   | 5 marzo 2022     | 3     | 5:00  | Las Vegas, Stati Uniti     |                                         |
| Sconfitta | 22-10  | Giga Chikadze       | KO tecnico (pugni)                   | UFC on ESPN: Barboza vs. Chikadze                         | 28 agosto 2021   | 3     | 1:44  | Las Vegas, Stati Uniti     |                                         |
| Vittoria  | 22-9   | Shane Burgos        | KO (pugno)                           | UFC 262: Oliveira vs. Chandler                            | 15 maggio 2021   | 3     | 1:16  | Houston, Stati Uniti       | Fight of the Night                      |
| Vittoria  | 21-9   | Makwan Amirkhani    | Decisione (unanime)                  | UFC Fight Night: Moraes vs. Sandhagen                     | 11 ottobre 2020  | 3     | 5:00  | Abu Dhabi, Emirati Arabi   |                                         |
| Sconfitta | 20-9   | Dan Ige             | Decisione (non unanime)              | UFC on ESPN: Overeem vs. Harris                           | 16 maggio 2020   | 3     | 5:00  | Jacksonville, Stati Uniti  | Debutto nei pesi piuma                  |
| Sconfitta | 20-8   | Paul Felder         | Decisione (non unanime)              | UFC 242: Khabib vs. Poirier                               | 7 settembre 2019 | 3     | 5:00  | Abu Dhabi, Emirati Arabi   |                                         |
| Sconfitta | 20-7   | Justin Gaethje      | KO (pugno)                           | UFC on ESPN: Barboza vs. Gaethje                          | 30 marzo 2019    | 1     | 2:30  | Philadelphia, Stati Uniti  | Fight of the Night                      |
| Vittoria  | 20-6   | Dan Hooker          | KO tecnico (pugno al corpo)          | UFC on Fox: Lee vs. Iaquinta 2                            | 15 dicembre 2018 | 3     | 2:19  | Milwaukee, Stati Uniti     |                                         |
| Sconfitta | 19-6   | Kevin Lee           | KO Tecnico (stop medico)             | UFC Fight Night: Barboza vs. Lee                          | 21 aprile 2018   | 5     | 2:18  | Atlantic City, Stati Uniti | Incontro catchweight (157 lbs)          |
| Sconfitta | 19-5   | Khabib Nurmagomedov | Decisione (unanime)                  | UFC 219: Cyborg vs. Holm                                  | 30 dicembre 2017 | 3     | 5:00  | Paradise, Stati Uniti      |                                         |
| Vittoria  | 19-4   | Beneil Dariush      | KO (ginocchiata volante)             | UFC Fight Night: Belfort vs. Gastelum                     | 11 marzo 2017    | 2     | 3:35  | Fortaleza, Brasile         | Performance of the Night                |
| Vittoria  | 18-4   | Gilbert Melendez    | Decisione (unanime)                  | UFC on Fox: Holm vs. Shevchenko                           | 23 luglio 2016   | 3     | 5:00  | Chicago, Stati Uniti       |                                         |
| Vittoria  | 17-4   | Anthony Pettis      | Decisione (unanime)                  | UFC 197: Jones vs. Saint Preux                            | 23 aprile 2016   | 3     | 5:00  | Las Vegas, Stati Uniti     |                                         |
| Sconfitta | 16-4   | Tony Ferguson       | Sottomissione (d'arce choke)         | The Ultimate Fighter: Team McGregor vs. Team Faber Finale | 11 dicembre 2015 | 2     | 2:54  | Las Vegas, Stati Uniti     | Fight of the Night                      |
| Vittoria  | 16-3   | Paul Felder         | Decisione (unanime)                  | UFC on Fox: Dillashaw vs. Barão 2                         | 25 luglio 2015   | 3     | 5:00  | Chicago, Stati Uniti       | Fight of the Night                      |
| Sconfitta | 15-3   | Michael Johnson     | Decisione (unanime)                  | UFC Fight Night: Bigfoot vs. Mir                          | 22 febbraio 2015 | 3     | 5:00  | Porto Alegre, Brasile      |                                         |
| Vittoria  | 15–2   | Bobby Green         | Decisione (unanime)                  | UFC Fight Night: Edgar vs. Swanson                        | 22 novembre 2014 | 3     | 5:00  | Austin, Stati Uniti        |                                         |
| Vittoria  | 14–2   | Evan Dunham         | KO Tecnico (calcio al corpo e pugni) | UFC Fight Night: Cerrone vs. Miller                       | 16 luglio 2014   | 1     | 3:06  | Atlantic City, Stati Uniti |                                         |
| Sconfitta | 13–2   | Donald Cerrone      | Sottomissione (rear naked choke)     | UFC on Fox: Werdum vs. Browne                             | 19 aprile 2014   | 1     | 3:15  | Orlando, Stati Uniti       |                                         |
| Vittoria  | 13–1   | Danny Castillo      | Decisione (maggioranza)              | UFC on Fox: Johnson vs. Benavidez 2                       | 14 dicembre 2013 | 3     | 5:00  | Sacramento, Stati Uniti    | Fight of the Night                      |
| Vittoria  | 12–1   | Rafaello Oliveira   | KO Tecnico (calci alle gambe)        | UFC 162: Silva vs Weidman                                 | 6 luglio 2013    | 2     | 1:44  | Las Vegas, Stati Uniti     |                                         |
| Vittoria  | 11–1   | Lucas Martins       | KO Tecnico (Sottomissione ai pugni)  | UFC on FX: Belfort vs. Bisping                            | 19 gennaio 2013  | 1     | 2:38  | San Paolo, Brasile         |                                         |
| Sconfitta | 10–1   | Jamie Varner        | KO Tecnico (pugni)                   | UFC 146: dos Santos vs. Mir                               | 26 maggio 2012   | 1     | 3:23  | Las Vegas, Stati Uniti     |                                         |
| Vittoria  | 10–0   | Terry Etim          | KO (calcio girato)                   | UFC 142: Aldo vs. Mendes                                  | 14 gennaio 2012  | 3     | 2:02  | Rio de Janeiro, Brasile    | KO of the Night, Fight of the Night     |
| Vittoria  | 9–0    | Ross Pearson        | Decisione (non unanime)              | UFC 134: Silva vs. Okami                                  | 27 agosto 2011   | 3     | 5:00  | Rio de Janeiro, Brasile    | Fight of the Night                      |
| Vittoria  | 8–0    | Anthony Njokuani    | Decisione (unanime)                  | UFC 128: Shogun vs. Jones                                 | 19 marzo 2011    | 3     | 5:00  | Newark, Stati Uniti        | Fight of the Night                      |
| Vittoria  | 7–0    | Mike Lullo          | KO Tecnico (calci alle gambe)        | UFC 123: Rampage vs. Machida                              | 20 novembre 2010 | 3     | 0:26  | Auburn Hills, Stati Uniti  | Debutto in UFC                          |
| Vittoria  | 6–0    | Marcelo Guidici     | KO Tecnico (calci alle gambe)        | Ring of Combat 30                                         | 11 giugno 2010   | 1     | 3:01  | Atlantic City, Stati Uniti | Vince il titolo dei Pesi Leggeri ROC    |
| Vittoria  | 5–0    | Jose Figueroa       | KO (pugno)                           | Renaissance MMA 16                                        | 5 marzo 2010     | 1     | 3:55  | New Orleans, Stati Uniti   | Difende il titolo dei Pesi Leggeri RMMA |
| Vittoria  | 4–0    | Nabih Barakat       | KO (pugni)                           | Ring of Combat 28                                         | 19 febbraio 2010 | 1     | 1:09  | Atlantic City, Stati Uniti |                                         |
| Vittoria  | 3–0    | Lee King            | Sottomissione (anaconda)             | Renaissance MMA 15                                        | 20 novembre 2009 | 1     | 2:04  | New Orleans, Stati Uniti   | Difende il titolo dei Pesi Leggeri RMMA |
| Vittoria  | 2–0    | Lee King            | KO (pugni)                           | Renaissance MMA 12                                        | 13 giugno 2009   | 2     | 1:14  | New Orleans, Stati Uniti   | Vince il titolo dei Pesi Leggeri RMMA   |
| Vittoria  | 1–0    | Aaron Steadman      | KO Tecnico (pugni)                   | Real FC 17: Street Kings                                  | 17 aprile 2009   | 1     | 3:10  | Tampa, Stati Uniti         |                                         |